# Amalie Materna
Amalie Materna (Sankt Georgen an der Stiefing, Estíria, 10 de juliol de 1844 - Viena, Àustria, 18 de gener de 1918) fou una soprano austríaca.
Filla de Wenzeslaus Materna i de la seva dona Josefa, de soltera. Hoik, va rebre classes de cant del seu pare i va formar part del cor de l'església de la seva ciutat natal. Aviat va cantar àries de misses de Mozart i Haydn.
A principis de la dècada de 1860, Amalie Materna es va unir a l'Associació de Música de Graz i va rebre lliçons de cant del mestre de banda Josef Netzer (1808–1864). En un concert del primer acte de Lohengrin, de Richard Wagner, va cantar el paper d'Ortrud. El 1863 va morir el seu pare i al 1864 va començar a cantar com a soubrette a Graz, on es casà el 1865 amb l'actor Karl Friedrich; després cantà en el Carl-Theater de Viena (opereta), però estudià amb Heinrich Proch i Heinrich Esser per entrar en l'òpera, i el 1869 debutà en el rol de Selika a La Africana, de Meyerbeer, en el teatre de la cort, i en poc temps es va fer la favorita del públic, en especial per la seva interpretació de Fidelio.
La seva major fama l'assolí, tanmateix, en les obres de Wagner al costat del tenor Georg Unger i especialment en el paper de Brünnhilde, de Kundry, que representà a Bayreuth.
L'emperador d'Àustria la nomenà cantora de cambra. El 1897 es retirà del teatre i el 1902 s'establí com a professora de cant a Viena.